# Wilson Chandler
Pour les articles homonymes, voir Wilson et Chandler.
Wilson Chandler, né le 10 mai 1987 à Benton Harbor dans le Michigan, est un joueur américain de basket-ball évoluant aux postes d'ailier et d'ailier fort.

## Biographie

### Carrière universitaire
Entre 2005 et 2007, il joue pour les Blue Demons de DePaul à l'Université DePaul à Chicago.

### Carrière professionnelle

#### Knicks de New York (2007-Fév.2011)
Le 28 juin 2007, il est drafté en 23e position par la franchise new yorkaise.

#### Nuggets de Denver (Fév.2011-2018)
Le 22 février 2011, il est envoyé aux Nuggets de Denver dans le cadre du transfert de Carmelo Anthony.
Le 12 juillet 2015, il prolonge chez les Nuggets pour quatre ans et 46 millions de dollars.

#### 76ers de Philadelphie (2018-Fév.2019)
Le 6 juillet 2018, il est transféré, avec un second tour de draft 2021, un second tour de draft 2022 aux 76ers de Philadelphie en échange d'une somme d'argent.

#### Clippers de Los Angeles (Fév.-Jui.2019)
Le 6 février 2019, il est transféré, avec Mike Muscala, Landry Shamet, un premier tour de draft 2020, un premier tour de draft 2021, un second tour de draft 2021 et un second tour de draft 2023 aux Clippers de Los Angeles en échange de Tobias Harris, Boban Marjanović et Mike Scott.

#### Nets de Brooklyn (2019-2020)
Le 3 juillet 2019, il s'engage pour une saison avec les Nets de Brooklyn.
En août 2019, Chandler est suspendu 25 matches lors de la saison 2019-2020 en raison d'un contrôle positif à une hormone de croissance (l'Ipamorelin (en)), un produit considéré comme dopant par la NBA.

#### Zhejiang Lions (depuis 2020)
Pour la saison 2020-2021, il s'engage avec les Zhejiang Lions en Chine.

## Statistiques

### Universitaires
| Saison    | Équipe   | Matchs | Titul. | Min./m | % Tir | % 3pts | % LF | Rbds/m. | Pass/m. | Int/m. | Ctr/m. | Pts/m. |
| --------- | -------- | ------ | ------ | ------ | ----- | ------ | ---- | ------- | ------- | ------ | ------ | ------ |
| 2005-2006 | DePaul   | 25     | 20     | 30,2   | 43,6  | 21,1   | 66,7 | 7,24    | 0,96    | 0,76   | 1,56   | 10,56  |
| 2006-2007 | DePaul   | 34     | 32     | 31,7   | 45,0  | 33,3   | 65,4 | 6,91    | 1,41    | 0,65   | 1,38   | 14,62  |
| Carrière  | Carrière | 59     | 52     | 31,1   | 44,5  | 30,3   | 65,9 | 7,05    | 1,22    | 0,69   | 1,46   | 12,90  |

### Professionnelles

#### Saison régulière
Légende :
gras = ses meilleures performances
| Saison     | Équipe        | Matchs | Titul. | Min./m | % Tir | % 3pts | % LF | Rbds/m. | Pass/m. | Int/m. | Ctr/m. | Pts/m. |
| ---------- | ------------- | ------ | ------ | ------ | ----- | ------ | ---- | ------- | ------- | ------ | ------ | ------ |
| 2007–2008  | New York      | 35     | 16     | 19,6   | 43,8  | 30,0   | 63,0 | 3,63    | 0,94    | 0,43   | 0,46   | 7,29   |
| 2008–2009  | New York      | 82     | 70     | 33,4   | 43,2  | 32,8   | 79,5 | 5,43    | 2,07    | 0,87   | 0,91   | 14,44  |
| 2009–2010  | New York      | 65     | 64     | 35,7   | 47,9  | 26,7   | 80,6 | 5,35    | 2,12    | 0,71   | 0,75   | 15,28  |
| 2010–2011  | New York      | 51     | 30     | 34,5   | 46,1  | 35,1   | 80,7 | 5,94    | 1,69    | 0,67   | 1,37   | 16,43  |
| 2010–2011  | Denver        | 21     | 19     | 30,6   | 41,9  | 34,7   | 81,0 | 5,00    | 1,62    | 0,67   | 1,14   | 12,48  |
| 2011–2012* | Denver        | 8      | 6      | 26,8   | 39,2  | 25,0   | 83,3 | 5,12    | 2,12    | 0,75   | 0,75   | 9,38   |
| 2012–2013  | Denver        | 43     | 8      | 25,1   | 46,2  | 41,3   | 79,3 | 5,07    | 1,35    | 1,05   | 0,28   | 13,02  |
| 2013–2014  | Denver        | 62     | 55     | 31,1   | 41,6  | 34,8   | 72,4 | 4,74    | 1,84    | 0,74   | 0,50   | 13,65  |
| 2014–2015  | Denver        | 78     | 75     | 31,7   | 42,9  | 34,2   | 77,5 | 6,09    | 1,72    | 0,74   | 0,37   | 13,91  |
| 2016–2017  | Denver        | 71     | 33     | 30,9   | 46,1  | 33,7   | 72,7 | 6,48    | 1,99    | 0,72   | 0,42   | 15,73  |
| 2017–2018  | Denver        | 74     | 71     | 31,7   | 44,5  | 35,8   | 77,2 | 5,38    | 2,15    | 0,58   | 0,53   | 9,97   |
| 2018–2019  | Philadelphie  | 36     | 32     | 26,4   | 44,0  | 39,0   | 72,2 | 4,67    | 2,00    | 0,61   | 0,50   | 6,69   |
| 2018–2019  | L.A. Clippers | 15     | 1      | 15,0   | 34,8  | 32,5   | 71,4 | 3,13    | 0,67    | 0,20   | 0,20   | 4,27   |
| 2019–2020  | Brooklyn      | 35     | 3      | 21,0   | 40,4  | 30,6   | 87,0 | 4,17    | 1,11    | 0,46   | 0,34   | 5,86   |
| Carrière   | Carrière      | 676    | 483    | 30,0   | 44,3  | 34,1   | 77,0 | 5,29    | 1,78    | 0,70   | 0,61   | 12,52  |

Note : * Cette saison a été réduite de 82 à 66 matchs..
Dernière mise à jour au 9 novembre 2020

#### Playoffs
| Saison   | Équipe        | Matchs | Titul. | Min./m | % Tir | % 3pts | % LF  | Rbds/m. | Pass/m. | Int/m. | Ctr/m. | Pts/m. |
| -------- | ------------- | ------ | ------ | ------ | ----- | ------ | ----- | ------- | ------- | ------ | ------ | ------ |
| 2011     | Denver        | 5      | 2      | 23,0   | 27,6  | 14,3   | 77,8  | 4,40    | 0,40    | 0,60   | 0,80   | 4,80   |
| 2013     | Denver        | 6      | 6      | 34,2   | 35,5  | 31,0   | 75,0  | 5,50    | 1,33    | 1,33   | 0,50   | 12,00  |
| 2019     | L.A. Clippers | 4      | 0      | 13,1   | 31,2  | 10,0   | 100,0 | 1,50    | 0,50    | 0,50   | 0,00   | 3,75   |
| Carrière | Carrière      | 15     | 8      | 24,8   | 33,1  | 23,9   | 80,0  | 4,07    | 0,80    | 0,87   | 0,47   | 7,40   |

Dernière modification au 11 juin 2019.

## Records sur une rencontre en NBA
Les records personnels de Wilson Chandler en NBA sont les suivants, :
| Type de statistique        | Saison régulière | Saison régulière          | Saison régulière | Playoffs | Playoffs                   | Playoffs      |
| Type de statistique        | Record           | Adversaire                | Date             | Record   | Adversaire                 | Date          |
| -------------------------- | ---------------- | ------------------------- | ---------------- | -------- | -------------------------- | ------------- |
| Points                     | 36               | Kings de Sacramento       | 6 mars 2017      | 19       | Warriors de Golden State   | 30 avril 2013 |
| Paniers marqués            | 15               | Kings de Sacramento       | 9 février 2010   | 6        | Warriors de Golden State   | 30 avril 2013 |
| Paniers tentés             | 25               | Thunder d'Oklahoma City   | 25 novembre 2016 | 17       | @ Warriors de Golden State | 2 mai 2013    |
| Paniers à 3 points réussis | 6                | 6 fois                    | 6 fois           | 5        | Warriors de Golden State   | 30 avril 2013 |
| Paniers à 3 points tentés  | 12               | 5 fois                    | 5 fois           | 11       | Warriors de Golden State   | 30 avril 2013 |
| Lancers francs réussis     | 13               | Bucks de Milwaukee        | 3 février 2017   | 5        | Warriors de Golden State   | 23 avril 2013 |
| Lancers francs tentés      | 17               | Bucks de Milwaukee        | 3 février 2017   | 6        | Warriors de Golden State   | 23 avril 2013 |
| Rebonds offensifs          | 7                | Kings de Sacramento       | 21 octobre 2017  | 2        | Thunder d'Oklahoma City    | 25 avril 2011 |
| Rebonds défensifs          | 15               | @ Hawks d'Atlanta         | 1er janvier 2010 | 12       | Warriors de Golden State   | 20 avril 2013 |
| Rebonds totaux             | 17               | @ Hawks d'Atlanta         | 1er janvier 2010 | 13       | Warriors de Golden State   | 20 avril 2013 |
| Passes décisives           | 7                | 2 fois                    | 2 fois           | 3        | 2 fois                     | 2 fois        |
| Interceptions              | 4                | Rockets de Houston        | 7 mars 2015      | 3        | @ Warriors de Golden State | 2 mai 2013    |
| Contres                    | 6                | Spurs de San Antonio      | 23 mars 2011     | 2        | 3 fois                     | 3 fois        |
| Balles perdues             | 6                | 2 fois                    | 2 fois           | 2        | 3 fois                     | 3 fois        |
| Minutes jouées             | 49               | @ Clippers de Los Angeles | 11 février 2009  | 39       | Warriors de Golden State   | 20 avril 2013 |

- Double-double : 39 (dont 1 en playoffs)
- Triple-double : 0

Dernière mise à jour : 15 novembre 2020